# 브리타니아 산장

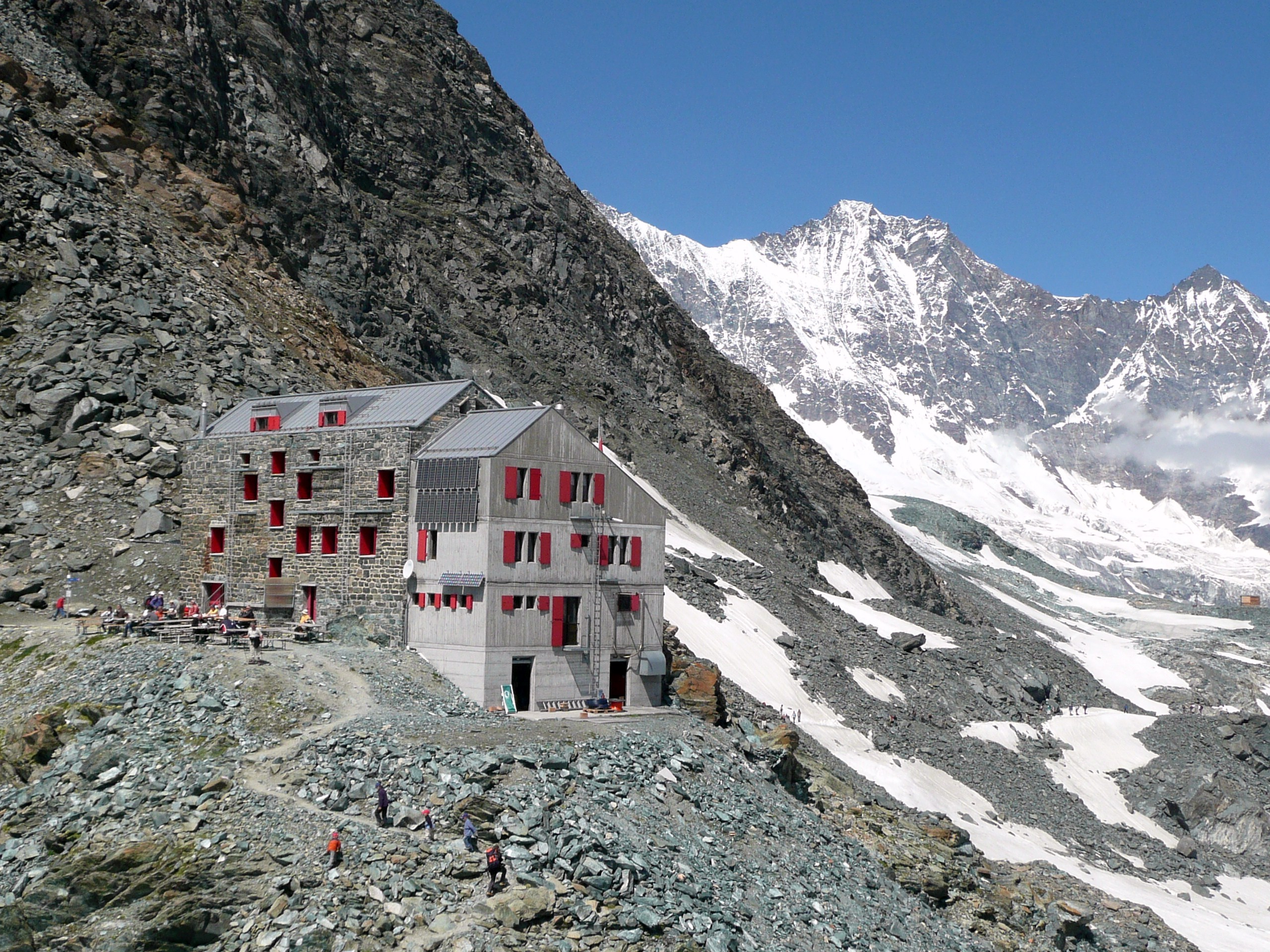
배경에 돔이 보이는 브리타니아 산장

브리타니아 산장(독일어: Britanniahütte)은 스위스 알파인 클럽의 산장으로 발레주의 자스-알마겔 남쪽에 있다. 오두막은 미샤벨 대산괴의 알라린 빙하 근처 알라린호른 기슭의 해발 3,030m 높이에 있다. 슈트랄호른, 림프피시호른 및 알라린호른 등반의 출발점이다.
오두막은 펠슈킨 역에서 페 빙하의 트레일을 통해 쉽게 접근할 수 있다(1시간).

## 역사
오두막은 1912년 8월 17일에 스위스 알파인 클럽 영국 회원 협회(ABMSAC) 부회장이 취임식에서 스위스 알파인 클럽(SAC-CAS)에 오두막 열쇠를 넘겨주면서 공식적으로 문을 열었다. 오두막 건설은 영국의 등반 클럽 회원, 특히 ABMSAC의 기부로 자금을 조달했는데, 특히 ABMSAC는 오두막을 지을 기금 마련을 목적으로 1909년 알파인 클럽의 영국 회원이 설립했다. 이 오두막은 알프스 지역의 다른 많은 스위스 오두막에서 영국 등반가들이 받은 환대에 감사하는 마음으로 스위스 알파인 클럽 (제네바 섹션)에 기증되었다.
오두막은 1997년에 완전히 개조되었으며, 2012년에 100주년을 기념했다. 오두막은 ABMSAC, 이글 스키 클럽 및 영국 스키 클럽과 함께 영국 등반 클럽과 긴밀한 관계를 유지하고 있으며, 브리타니아 산장 100주년을 기념하기 위해 7개의 새로운 태양 전지판 설치를 위해 25,000 CHF를 기부했다.